# برگ‌بوسانان
برگ‌بوسانان (Laurales) یکی از راسته‌های گیاهان است.
برگ‌بوسانان راسته‌ای از دولپه‌ای‌ها با هفت تیره (زیست‌شناسی) و ۸۵ تا ۹۰ سرده و ۲۵۰۰ تا ۲۸۰۰ گونه (زیست‌شناسی) که اغلب گونه‌های آن در مناطق گرمسیری می‌رویند.